# Contre-la-montre féminin aux championnats du monde de cyclisme sur route 2014
Navigation
Florence 2013 Richmond 2015
Le contre-la-montre féminin aux championnats du monde de cyclisme sur route 2014 a eu lieu le 23 septembre 2014 à Ponferrada, en Espagne. Le parcours de la course est tracé sur 29.50 km avec le départ et l'arrivée à Ponferrada,.
Le titre a été remporté par l'Allemande Lisa Brennauer qui s'impose respectivement devant l'Ukrainienne Hanna Solovey et l'Américaine Evelyn Stevens.

## Présentation

### Parcours
Le tracé de la course est de 29,50 kilomètres. La course commence et se termine à Ponferrada et passe par La Martina, Posada del Bierzo et Carracedelo.
Le dénivelé total sur le parcours est de 172 mètres avec quelques collines dans les 15 derniers kilomètres pour une inclinaison maximale de 10 %.

### Participants

#### Qualification
Toutes les fédérations nationales peuvent inscrire 4 coureuses dont 2 partantes. En plus de ce nombre, la championne du monde sortante et les championnes continentaux actuelles peuvent participer.
| Championne                   | Nom              | Pays           |
| ---------------------------- | ---------------- | -------------- |
| Championne du monde en titre | Ellen van Dijk   | Pays-Bas       |
| Championne d'Afrique         | Ashleigh Moolman | Afrique du Sud |
| Championne panaméricaine     | Evelyn Stevens   | États-Unis     |
| Championne d'Asie            | Na Ah-reum       | Corée du Sud   |
| Championne d'Europe          | Mieke Kröger     | Allemagne      |
| Championne d'Océanie         | Shara Gillow     | Australie      |

## Programme
Les horaires sont ceux de l'heure normale d'Europe centrale (UTC+1)
| Date              | Horaire         |                          |
| ----------------- | --------------- | ------------------------ |
| 23 septembre 2014 | 14 h 00-16 h 45 | Contre-la-montre féminin |
| 23 septembre 2014 | 17 h 05         | Cérémonie                |

## Primes
L'UCI attribue un total de 7 766 € aux trois premières de l'épreuve.
| Position | 1er     | 2e      | 3e      | Total   |
| Montant  | 3 833 € | 2 300 € | 1 633 € | 7 766 € |

## Classement
|                           | Coureuse              | Pays             |    | Temps          |
| ------------------------- | --------------------- | ---------------- | -- | -------------- |
| Médaille d'or, monde      | Lisa Brennauer        | Allemagne        | en | 38 min 48 s 16 |
| Médaille d'argent, monde  | Hanna Solovey         | Ukraine          | +  | 18 s 68        |
| Médaille de bronze, monde | Evelyn Stevens        | États-Unis       |    | 21 s 25        |
| 4                         | Mieke Kröger          | Allemagne        |    | 38 s 29        |
| 5                         | Ann-Sophie Duyck      | Belgique         |    | 45 s 31        |
| 6                         | Karol-Ann Canuel      | Canada           |    | 51 s 26        |
| 7                         | Eleonora van Dijk     | Pays-Bas         |    | 1 min 11 s 64  |
| 8                         | Alison Powers         | États-Unis       |    | 1 min 14 s 17  |
| 9                         | Linda Villumsen       | Nouvelle-Zélande |    | 1 min 14 s 28  |
| 10                        | Trixi Worrack         | Allemagne        |    | 1 min 15 s 25  |
| 11                        | Katrin Garfoot        | Australie        |    | 1 min 23.36 s  |
| 12                        | Martina Sáblíková     | Tchéquie         |    | 1 min 25.62 s  |
| 13                        | Chantal Blaak         | Pays-Bas         |    | 1 min 35.47 s  |
| 14                        | Eri Yonamine          | Japon            |    | 2 min 06.48 s  |
| 15                        | Elisa Longo Borghini  | Italie           |    | 2 min 14.86 s  |
| 16                        | Tatiana Antoshina     | Russie           |    | 2 min 27.75 s  |
| 17                        | Serika Gulumá         | Colombie         |    | 2 min 29.51 s  |
| 18                        | Mayuko Hagiwara       | Japon            |    | 2 min 30.78 s  |
| 19                        | Eugenia Bujak         | Pologne          |    | 2 min 33.04 s  |
| 20                        | Tetyana Riabchenko    | Ukraine          |    | 2 min 37.18 s  |
| 21                        | Julie Leth            | Danemark         |    | 2 min 42.53 s  |
| 22                        | Rossella Ratto        | Italie           |    | 2 min 57.21 s  |
| 23                        | Audrey Cordon         | France           |    | 3 min 01.53 s  |
| 24                        | Doris Schweizer       | Suisse           |    | 3 min 09.45 s  |
| 25                        | Christine Majerus     | Luxembourg       |    | 3 min 30.97 s  |
| 26                        | Lija Laizāne          | Lettonie         |    | 3 min 34.93 s  |
| 27                        | Leah Kirchmann        | Canada           |    | 3 min 35.36 s  |
| 28                        | Lotta Lepistö         | Finlande         |    | 3 min 40.03 s  |
| 29                        | Mia Radotić           | Croatie          |    | 3 min 48.42 s  |
| 30                        | Martina Ritter        | Autriche         |    | 3 min 59.36 s  |
| 31                        | Sari Saarelainen      | Finlande         |    | 4 min 04.65 s  |
| 32                        | Belén López           | Espagne          |    | 4 min 11.65 s  |
| 33                        | Daiva Tušlaitė        | Lituanie         |    | 4 min 16.37 s  |
| 34                        | Lourdes Oyarbide      | Espagne          |    | 4 min 27.21 s  |
| 35                        | Dana Rožlapa          | Lettonie         |    | 4 min 35.38 s  |
| 36                        | Aude Biannic          | France           |    | 4 min 38.06 s  |
| 37                        | Ana Teresa Casas      | Mexique          |    | 4 min 39.90 s  |
| 38                        | Jacqueline Hahn       | Autriche         |    | 4 min 40.91 s  |
| 39                        | Kataržina Sosna       | Lituanie         |    | 4 min 49.12 s  |
| 40                        | Alexandra Burchenkova | Russie           |    | 4 min 55.29 s  |
| 41                        | Liisi Rist            | Estonie          |    | 5 min 03.62 s  |
| 42                        | Katarzyna Pawłowska   | Pologne          |    | 5 min 14.67 s  |
| 43                        | Heidi Dalton          | Afrique du Sud   |    | 5 min 43.86 s  |
| 44                        | Verónica Leal         | Mexique          |    | 5 min 44.31 s  |
| 45                        | Varvara Fasoi         | Grèce            |    | 6 min 04.47 s  |
| 46                        | Clemilda Fernandes    | Brésil           |    | 6 min 15.57 s  |
| 47                        | Daniela Reis          | Portugal         |    | 7 min 48.82 s  |
|                           | An-Li Kachelhoffer    | Afrique du Sud   |    | Pas au départ  |
|                           | Carmen Small          | États-Unis       |    | Pas au départ  |